# 秦時懋
秦时懋（？—？），广西梧州府容縣人。

## 生平
万历二十二年（1594年）甲午科广西乡试举人，萬曆四十一年（1613年）癸丑科進士，未任官。

## 家族
父秦炜，字後明，以岁薦入监，初授湖广黄安县知县，与巡抚龃龉左迁，耿定向重其清白，赠以金归。